# 死亡恐惧症

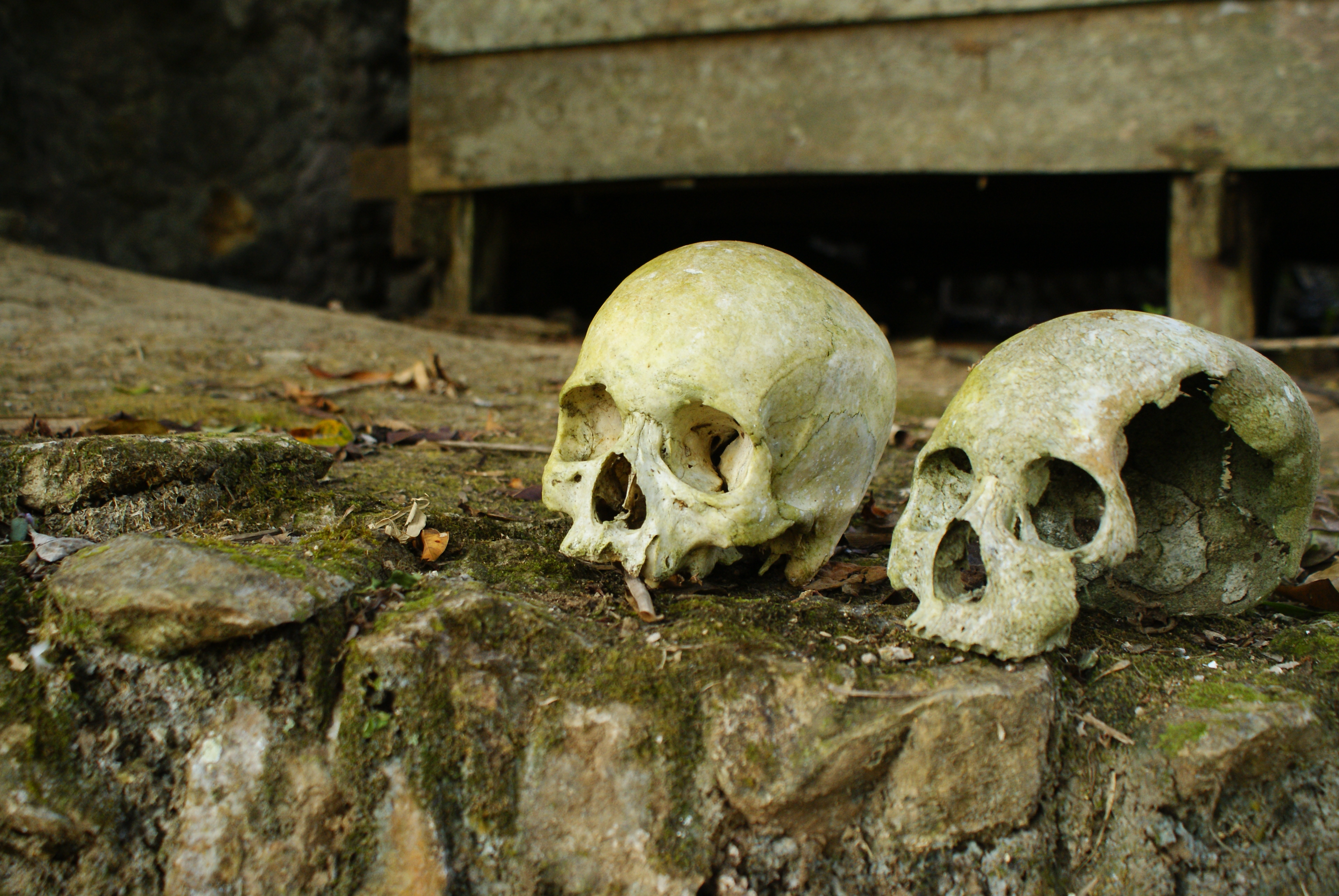
人头骨

死亡恐惧症（necrophobia）是一种特殊恐惧症，是对死物（例如尸体）的非理性恐惧，以及与死亡有关的东西（如棺材、墓碑、葬礼、墓地）。在文化意义上，死亡恐惧症也可能被文化团体用来表示对死者的恐惧，例如，相信死者的灵魂会回来纠缠活着的人。
患者可能一直都有这种恐惧感。当某些事情触发恐惧时，患者也会经历这种感觉，比如与死去的动物亲密接触或者亲人或朋友的葬礼。死亡恐惧症的英語「necrophobia」这个词来源于希腊语「nekros」（尸体）和希腊语「phobos」（恐惧）。